# Uschiwka (Nowoasowsk)
Uschiwka (ukrainisch Ужі́вка, bis 2016 offiziell Leninske) ist ein Dorf der Stadtgemeinde Nowoasowsk im Bezirk Kalmius der Region Donezk in der Ukraine. Die Entfernung nach Nowoasowsk beträgt etwa 22 km und erfolgt hauptsächlich über die Autobahn E58.

## Bevölkerung
Laut der Volkszählung von 2001 hatte das Dorf 136 Einwohner, von denen 84,56 % angaben, dass ihre Muttersprache Ukrainisch und 14,71 % Russisch sei.